# 布朗森 (內布拉斯加州)
布朗森（英語：Brownson）是位於美國內布拉斯加州夏延縣的非建制地區。

## 歷史
布朗森的郵局於1887年設立，其後於1895年停運。

## 地理
布朗森所處的海拔為高於海平面1284米（即4213英呎），而該地所採用的時區為UTC-6，即北美山地時區（MST）。同時該地設有夏令時間，為UTC-7調快一小時，即UTC-6（MDT）。